# Neoneura lucas
Neoneura lucas là loài chuồn chuồn trong họ Protoneuridae. Loài này được Machado mô tả khoa học đầu tiên năm 2002.